# Kudakwashe Chadenga
Kudakwashe Chadenga (* 28. Oktober 2002) ist ein simbabwischer Leichtathlet, der sich auf den Hochsprung spezialisiert hat und Inhaber des Landesrekordes in dieser Disziplin ist.

## Sportliche Laufbahn
Kudakwashe Chadenga begann 2021 ein Studium am South Plains College in den Vereinigten Staaten und verbesserte 2022 den Landesrekord auf 2,22 m. Im Juni startete er bei den Afrikameisterschaften in Port Louis und belegte dort mit übersprungenen 2,06 m den sechsten Platz.
2021 wurde Chadenga simbabwischer Meister im Hochsprung.

## Persönliche Bestleistungen
- Hochsprung: 2,22 m, 19. März 2022 in Abilene (simbabwischer Rekord)
  - Hochsprung (Halle): 2,22 m, 12. Februar 2022 in Lubbock (simbabwischer Rekord)